# Kevésbé ismert digitális jelprocesszorok
Ez a szócikk a kevésbé ismert digitális jelprocesszorokat tárgyalja.

## Jazz DSP
A Jazz DSP egy VLIW típusú beágyazott digitális jelfeldolgozó processzor architektúra, 2 fokozatú utasításfutószalaggal és egyciklusú végrehajtóegységekkel. Az Improv Systems terméke. Ez egy konfigurálható és skálázható architektúra, amelyet úgy terveztek, hogy integrálható legyen a egylapkás rendszerekbe (SoC), elsősorban a szórakoztatóelektronikai, telekommunikációs és multimédiás alkalmazásokhoz. Az alap DSP egy aritmetikai-logikai egységet (ALU), kettős memória interfészt, és vezérlőegységet (utasítás dekóder, elágazásvezérlés, feladatvezérlés) foglal magában.
Az architektúra legtöbb aspektusa, mint például a memóriainterfész-egységek (MIU) száma és méretei, vagy a számítási egységek (Computation Units, CU) típusa és száma, az adatút szélessége (16 vagy 32 bites), a megszakítások száma és prioritási szintjei, valamint a hibakeresés (debugging) támogatása függetlenül konfigurálható egy egyedi fejlesztésű grafikus felhasználói felület (GUI) eszköz használatával. Az architektúra kulcsfontosságú eleme a kialakítás bővíthetősége, ami lehetővé teszi a felhasználó számára egyedi utasítások és egyedi végrehajtó egységek hozzáadását a tervezett kialakításhoz a célzott alkalmazás teljesítményének növelése céljából.
A Jazz DSP tipikus teljesítménye meghaladhatja az 1000 millió műveletet másodpercenként (MOPS) egy igen alacsony 100 MHz-es órajelfrekvencia mellett. A Jazz DSP teljesítménye, más tesztelt processzorokkal összehasonlítva, kiemelkedőnek mutatkozott.
Az Improv Systems egy 1998-ban alapított, gyártókapacitás nélküli félvezetőgyártó vállalat volt, amely konfigurálható digitális jelfeldolgozó processzormagok (DSP) fejlesztésére specializálódott. A vállalat fő terméke a Jazz DSP mag volt, amelyet más vállalatoknak licenceltek, hogy azok a System-on-a-Chip (SoC) tervezéseikben használhassák. A cég a Jazz DSP-n kívül a Jazz Media és Jazz Voice platformokat is forgalmazta.

## MDSP
Az MDSP egy multiprocesszoros DSP család, amelyet a Cradle Technologies amerikai gyártókapacitás nélküli (fabless) félvezetőgyártó cég fejlesztett ki. Leginkább a streaming videófeldolgozásban használják az (internetes és földfelszíni televíziós) műsorszórásban és videomegfigyelő biztonsági üzletágakban. Az első MDSP modellek a 2000-es évek elején jelentek meg. A cég első terméke a 2004 novemberében bejelentett CT3400 MDSP volt.
Ez egy olyan architektúra, ami számítási (feldolgozó) és programozható be- és kimeneti alrendszereket alkalmaz, amely általános célú és jelfeldolgozó magokból áll. Az általános célú magokat a vezérlésre és a be-/kimenet feldolgozására alkalmazzák, a DSP (digitális jelfeldolgozó) magokat pedig fixpontos vagy lebegőpontos számításokhoz.
Az MDSP hibrid architektúrájú processzor, architektúrájában hasonló a Cell processzorhoz, azzal az eltéréssel, hogy ez több feldolgozó elemmel rendelkezik. A feldolgozó elemek, avagy GPP (general purpose processor, általános célú processzor) egységek 32 bites általános célú RISC-szerű magok, amelyek jelfeldolgozó egységekhez (DSP vagy DSE) csatlakoznak egy adatsínen keresztül. A DSE itt a DSP Subsystem Element kifejezés rövidítése, digitális jelfeldolgozó alegység, intenzív valós idejű feladatokra és párhuzamos működésre tervezett jelfeldolgozó mag.

### Fejlesztőeszközök
A kezdeti szoftverfejlesztő készlet (sdk4) a Cygwin 1.3.x és a Cradles umgcc (GCC port) szoftvereken alapult. Az sdk5 a Cygwin 1.5.x és a cragcc (GCC port) szoftvereken alapul. A Cygwin egy Unix-szerű futtató környezet Windowshoz, a *gcc programcsomagok programfordítók.
A csipeket C és CLASM (C-szerű assembly) keverékében programozzák. A feldolgozóelemek (PE-k) C nyelven programozhatók; a DSE-k és MTEs-k CLASM nyelven. A programozó szemaforok segítségével kezelheti az erőforrás-kiosztást.

## Fordítás
- Ez a szócikk részben vagy egészben  a   Jazz DSP című angol Wikipédia-szócikk ezen változatának fordításán alapul.  Az eredeti cikk szerkesztőit annak laptörténete sorolja fel. Ez a jelzés csupán a megfogalmazás eredetét és a szerzői jogokat jelzi, nem szolgál a cikkben szereplő információk forrásmegjelöléseként.
- Ez a szócikk részben vagy egészben  a   MDSP című angol Wikipédia-szócikk ezen változatának fordításán alapul.  Az eredeti cikk szerkesztőit annak laptörténete sorolja fel. Ez a jelzés csupán a megfogalmazás eredetét és a szerzői jogokat jelzi, nem szolgál a cikkben szereplő információk forrásmegjelöléseként.